# Menophra strictaria
Menophra strictaria là một loài bướm đêm trong họ Geometridae.